# Doyleanthus arillata
Doyleanthus arillata är en tvåhjärtbladig växtart som beskrevs av René Paul Raymond Capuron och Sauquet. Doyleanthus arillata ingår i släktet Doyleanthus och familjen Myristicaceae. Inga underarter finns listade i Catalogue of Life.